# Nørregade (Aarhus)
 For alternative betydninger, se Nørregade. (Se også artikler, som begynder med Nørregade)
Nørregade i Aarhus går fra Nørre Allé til Nørreport. Gaden var tidligere en del af Nørre Allé, men i takt med byggeri langs gaden besluttede Aarhus Byråd i 1910 at ændre navnet på stykket mellem Paradisgade og Guldsmedgade til Nørregade. Gaden er senere blevet forlænget hen til Nørreport.
Nørregade var tidligere en del af en promenadesti, vejen bag om byen, som blev brugt som en tursti og til at smugle ting ind i byen uden om byportenes told. Vejen lå langs det plankeværk, som afgrænsede byen.
Sporvognen gik gennem Nørregade på strækningen fra Store Torv over Lille Torv med endestation på Østbanetorvet. I 1928 lagde man nye spor i Nørregade, så sporvognslinjen blev tosporet. 
I 2000 åbnede den første butik i Paradis Is-kæden på Nørregade 40. Kæden er siden blevet landsdækkende.